# Astrangia conferta
Astrangia conferta är en korallart som beskrevs av Addison Emery Verrill 1870. Astrangia conferta ingår i släktet Astrangia och familjen Rhizangiidae. Inga underarter finns listade i Catalogue of Life.